# Guialmons
Guialmons o Guimons (696 m) és un nucli de població del municipi de les Piles, a la Conca de Barberà. L'església de Santa Maria de Guialmons, d'estil romànic, domina la població, de carrers de fort pendent.

## Història
El lloc de Guialmons apareix documentat per primera vegada l'any 1080 amb la grafia Gisalmon. El Castell de Guialmons es menciona el 1132 com a propietat de la família Timor (una nissaga emparentada amb els Queralt, senyors de Santa Coloma). A mitjan segle xiv, la propietat del castell passà a la família Boixadors, mitjançant la unió matrimonial de Francesca de Timor amb Berenguer de Boixadors.
Vers aquestes dates, Guialmons està integrat per catorze famílies. El 1380, l'infant Joan ven la jurisdicció del terme i el castell de Guialmons a Bernat de Boxadors i de Timor. En el fogatge de 1496, hi consten dotze famílies.
Posteriorment, el lloc passà a mans del comte de Savallà, descendent dels Boixadors, el qual mantingué la senyoria sobre l'indret fins a la desamortització del segle xix.

## Santa Maria de Guialmons
L'església es deuria bastir durant la segona meitat del segle xii, malgrat aparèixer documentada fins al segle xiv, moment en el qual era afavorida per repetides deixes testamentàries, segons consta en els testaments de l'escrivania pública de Santa Coloma de Queralt. No va ser mai parròquia, ja que figura com a sufragània de l'església de Sant Salvador de Figuerola durant aquests anys.